# Zánik Ďatlovovy výpravy
Zánik Ďatlovovy výpravy je označení pro neobjasněná úmrtí devíti členů turistické výpravy, k nimž došlo v nočních hodinách 2. února 1959 v ruském pohoří Ural. Výprava zahynula na východním úbočí hory Cholat Sjachyl (rusky Холат-Сяхыл), což znamená v mansijštině, jazyce kmene Mansijů, „Mrtvá hora“ (někdy záměrně dezinterpretováno jako „Hora mrtvých“). Horský průsmyk, kde k neštěstí došlo, byl pojmenován po vůdci výpravy Igoru Ďatlovovi jako Ďatlovův průsmyk (rusky Перевал Дятлова).
Smrt výpravy nebyla jednoznačně objasněna a sovětští vyšetřovatelé došli při vyšetřování k závěru, že příčinou byla spontánní síla, kterou nebyli členové výpravy schopni překonat. Avšak podle výsledků vyšetřování obnoveného v roce 2015 mohlo za smrt členů výpravy extrémně špatné počasí v kombinaci s lokální lavinou. Vzhledem k tomu, že neexistují žádní přímí svědkové, vznikla okolo události celá řada spekulací a konspiračních teorií.

## Členové výpravy
Výprava sestávala z deseti členů, jejich vůdcem byl Igor Ďatlov. Devět členů výpravy studovalo na Uralském polytechnickém institutu (rusky Уральский Политехнический Институт, nyní Uralská státní technická univerzita). Byli to:
| Členové výpravy                           | Členové výpravy                        | Členové výpravy    | Členové výpravy | Členové výpravy | Členové výpravy                                                                                  | Členové výpravy               |
| Jméno (latinka)                           | Ruské jméno                            | Datum narození     | Věk             | Pohlaví         | Příčina smrti                                                                                    | Ref.                          |
| ----------------------------------------- | -------------------------------------- | ------------------ | --------------- | --------------- | ------------------------------------------------------------------------------------------------ | ----------------------------- |
| Igor Alexejevič Ďatlov                    | Игорь Алексеевич Дятлов                | 13. ledna 1936     | 23              | Muž             | Podchlazení                                                                                      | [ 4 ]                         |
| Jurij Nikolajevič Dorošenko               | Юрий Николаевич Дорошенко              | 29. ledna 1938     | 21              | Muž             | Podchlazení                                                                                      | [ 4 ]                         |
| Ludmila Alexandrovna Dubininová           | Людмила Александровна Дубинина         | 12. května 1938    | 20              | Žena            | Vnitřní krvácení z těžkého poranění hrudníku                                                     | [ 5 ] [ 4 ]                   |
| Georgij (Jurij) Alexejevič Krivoniščenko  | Георгий (Юрий) Алексеевич Кривонищенко | 7. února 1935      | 23              | Muž             | Podchlazení                                                                                      | [ 4 ]                         |
| Alexander Sergejevič Kolevatov            | Александр Сергеевич Колеватов          | 16. listopadu 1934 | 24              | Muž             | Podchlazení                                                                                      | [ 4 ]                         |
| Zinaida Alexejevna Kolmogorovová          | Зинаида Алексеевна Колмогорова         | 12. ledna 1937     | 22              | Žena            | Podchlazení                                                                                      | [ 4 ]                         |
| Rustem Vladimirovič Slobodin              | Рустем Владимирович Слободин           | 11. ledna 1936     | 23              | Muž             | Podchlazení                                                                                      | [ 4 ]                         |
| Nikolaj Vladimirovič Thibeaux-Brignolles  | Николай Владимирович Тибо-Бриньоль     | 5. července 1935   | 23              | Muž             | Smrtelné zranění lebky                                                                           | [ pozn. 2 ] [ 6 ] [ pozn. 3 ] |
| Semjon (Alexandr) Alexandrovič Zolotarjov | Семён (Александр) Алексеевич Золотарёв | 2. února 1921      | 38              | Muž             | Těžké poranění hrudníku                                                                          | [ 7 ]                         |
| Jurij Jefimovič Judin                     | Юрий Ефимович Юдин                     | 19. července 1937  | 21              | Muž             | Oddělil se od výpravy 28. ledna kvůli zdravotním problémům; zemřel 27. dubna 2013 ve věku 75 let | [ 10 ]                        |

## Průběh výpravy
Cílem výpravy byl vrchol hory Otorten (Отортен) ve Sverdlovské oblasti na Uralu, která se nachází přibližně 10 km od místa neštěstí. Plánovaná trasa byla zařazena do III. kategorie obtížnosti, tedy nejnáročnější. Členové výpravy byli zkušení horalé, kteří za sebou měli několik náročných túr a výstupů.
Výprava dorazila 25. ledna 1959 vlakem do města Ivděl (rusky Ивдель), které se nachází ve Sverdlovské oblasti na Urale. Následně se na nákladním voze přemístili do osady Vižaj (Вижай), posledního nejbližšího obydleného místa od hory Otorten. Odsud se přesunuli do opuštěné geologické osady, kde se odpojil Jurij Judin, kterému se zhoršil chronický revmatismus. Výprava tak pokračovala v devítičlenném složení.
Podle deníku a fotoaparátu výpravy je možno vysledovat jejich cestu do 31. ledna, kdy se dostali na okraj horské oblasti. Tam se začali připravovat na výstup. V zalesněném údolí zanechali nějaké potraviny a další vybavení, které mělo být vyzvednuto při zpáteční cestě. 1. února se skupina začala pohybovat průsmykem směrem k hoře Otorten. Pravděpodobně měli v plánu dostat se na druhou stranu průsmyku, ale vzhledem ke zhoršenému počasí, sněhové bouři a nízké viditelnosti se omylem odchýlili od plánované trasy a začali stoupat na Cholat Sjachyl. Poté, co si uvědomili svou chybu, rozhodli se utábořit na zasněženém úbočí hory, přestože se přibližně 1,5 km od nich nacházel les, kde se mohli ukrýt před nepřízní počasí. Jurij Judin, jediný přeživší, později prohlásil, že skupina zřejmě nechtěla ztratit nadmořskou výšku, do které se dostali, nebo Ďatlov chtěl vyzkoušet táboření na úbočí hory.

## Pátrání a nález těl

Schéma nalezených těl

Ďatlov se předem dohodl se sportovním klubem, že pošle telegrafem zprávu hned, jak se skupina vrátí zpět do osady Vižaj. Očekávalo se, že se tak stane nejpozději 12. února, ale současně se počítalo s tím, že se expedice může protáhnout. Proto na jejich zpoždění nikdo zpočátku nereagoval. Záchranná operace započala až ve chvíli, kdy se ozvali příbuzní členů expedice. První pátrací skupina složená ze studentů a vyučujících se vydala po stopách Ďatlovovy výpravy až 20. února. Později se zapojily také armáda a policie s letadly a vrtulníky.
První záchranná skupina objevila zničené tábořiště 26. února. Michajl Šavarin, jeden ze studentů, kteří objevili stan, prohlásil, že byl prázdný, z poloviny stržený a pokrytý sněhem. Na místě byly nalezeny boty, oblečení, peníze, potraviny a další osobní věci členů výpravy. Od tábořiště pokračovaly stopy směrem z kopce k okraji lesa, který se nacházel na opačné straně průsmyku severovýchodním směrem. Asi po 500 metrech byly stopy zaváty sněhem. Na okraji lesa objevili členové záchranné skupiny pod velkou borovicí ohniště a těla Georgije Krivoniščenka a Jurije Dorošenka. Byli oblečeni v poškozeném spodním prádle a bez obuvi. Byli částečně ohořelí. Nedaleko ohniště se nalezla kupka suchého nepoužitého dřeva. Větve stromu byly polámané do výšky pěti metrů, podle čehož lze soudit, že na něj šplhali. Tomu odpovídal i nález lidské kůže na jeho kůře a odřeniny na tělech. V prostoru mezi borovicí a tábořištěm byli v dalších dnech nalezeni další tři mrtví. Podle polohy těl Igora Ďatlova, Ziny Kolmogorovové a Rustema Slobodina se zdá, že se snažili vrátit zpět ke stanu. Těla byla nalezena ve vzdálenostech 300, 480 a 630 metrů od borovice.
Pátrání po zbývajících členech expedice trvalo více než dva měsíce. 4. května byly nejdříve nalezeny zbytky rozřezaného oblečení a nedaleko od nich i 4 zbývající těla, která byla dříve ukryta pod dvoumetrovou vrstvou sněhu. Ostatky ležely v proláklině asi 75 metrů hlouběji do lesa směrem od borovice. Pod nimi se nacházela provizorní podestýlka vyrobená z okolního podrostu. Někteří na sobě měli kusy šatstva patřící jiným členům skupiny.

## Vyšetřování

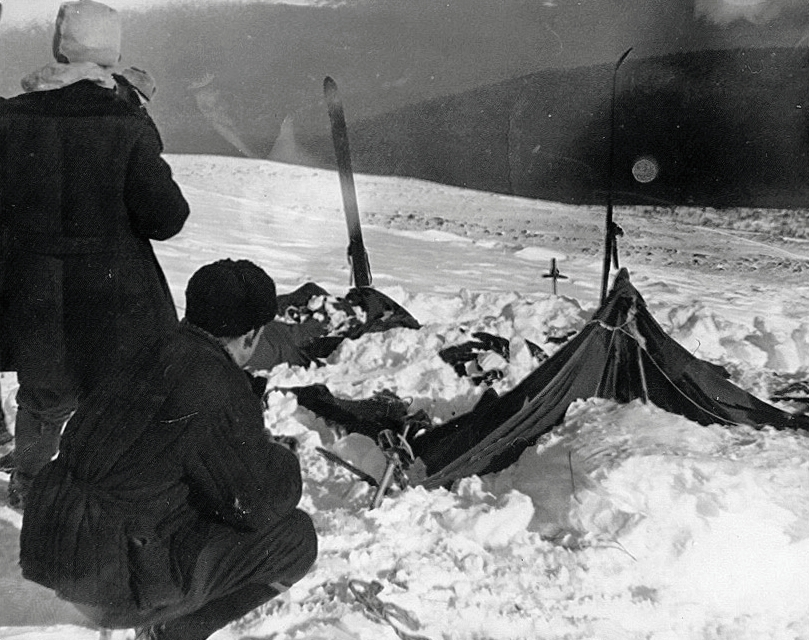
Stan výpravy na fotografii z 26. února 1959, jak jej nalezla pátrací skupina. Stan byl rozříznut zevnitř a většina turistů utekla v ponožkách nebo bosí

Po nálezu prvních pěti těl byla provedena pitva, avšak nebyla nalezena žádná zranění, která by vedla k úmrtí. Jako příčina jejich smrti bylo určeno podchlazení. Ačkoliv byla u Slobodina nalezena malá prasklina na lebce, podle závěrů pitvy se nejednalo o příčinu smrti.
Ke zvratu došlo po nalezení zbývajících čtyř obětí. U tří z nich byla jako příčina smrti určena různá zranění. Lebka Thibeauxe-Brignollese byla rozdrcena a těla Dubininové a Zolotarjova měla polámaná žebra a rozsáhlá vnitřní zranění. Podle doktora Borise Vožrožděného byla tato těla vystavena extrémní síle, kterou přirovnal k autonehodě. Na vnější pohled nejevila těla žádné známky zranění, a proto je možné, že byla vystavena velkému tlaku. U Ludmily Dubininové bylo také zjištěno, že v její ústní dutině chybí jazyk (podle některých zdrojů byl oběti jazyk vytržen, jiné hovoří o působení přírodních živlů).
Přestože se teplota pohybovala hluboko pod bodem mrazu, byla některá těla nalezena téměř nahá a některá bez bot, pouze v ponožkách. Další těla byla oblečená v roztrhaném oblečení, z čehož lze soudit, že déle žijící členové výpravy jej strhli z již mrtvých společníků. Je také možné, že se u některých členů projevil jev tzv. paradoxního svlékání, kdy v důsledku podchlazení dochází k narušení kognitivních funkcí a vyplavení velkého množství stresových hormonů do oběhu, což způsobuje pocit horka. V obou případech se postižený začne svlékat, čímž dojde k akceleraci ztráty tělesného tepla.
Vyšetřování bylo uzavřeno se závěrem, že oběti zemřely vlivem spontánní přírodní síly, kterou nebyli schopni překonat. Rovněž se došlo k závěru, že nebyl nalezen žádný viník události. Složky z vyšetřování byly uschovány v tajném archivu a objevily se až v 90. letech, některé části však chyběly.
Z vyšetřování vyplynuly následující skutečnosti:
- Šest členů výpravy zemřelo na podchlazení, další tři členové zemřeli vlivem zranění, která utrpěli.
- Nebyly nalezeny žádné stopy po cizí přítomnosti na místě neštěstí. Byly nalezeny pouze stopy devíti obětí. Ani v okolních oblastech nebyla zjištěna přítomnost nikoho jiného.
- Stan byl rozříznut zevnitř.
- Oběti zemřely 6−8 hodin po posledním jídle.
- Zranění nemohla být způsobena jiným člověkem. Síla, která na členy výpravy působila, byla příliš velká, ale nebyly poškozeny měkké tkáně.[3]
- Forenzní radiační testy prokázaly zvýšenou přítomnost radiace na oděvech některých obětí.[2][3]

## Obnovené vyšetřování

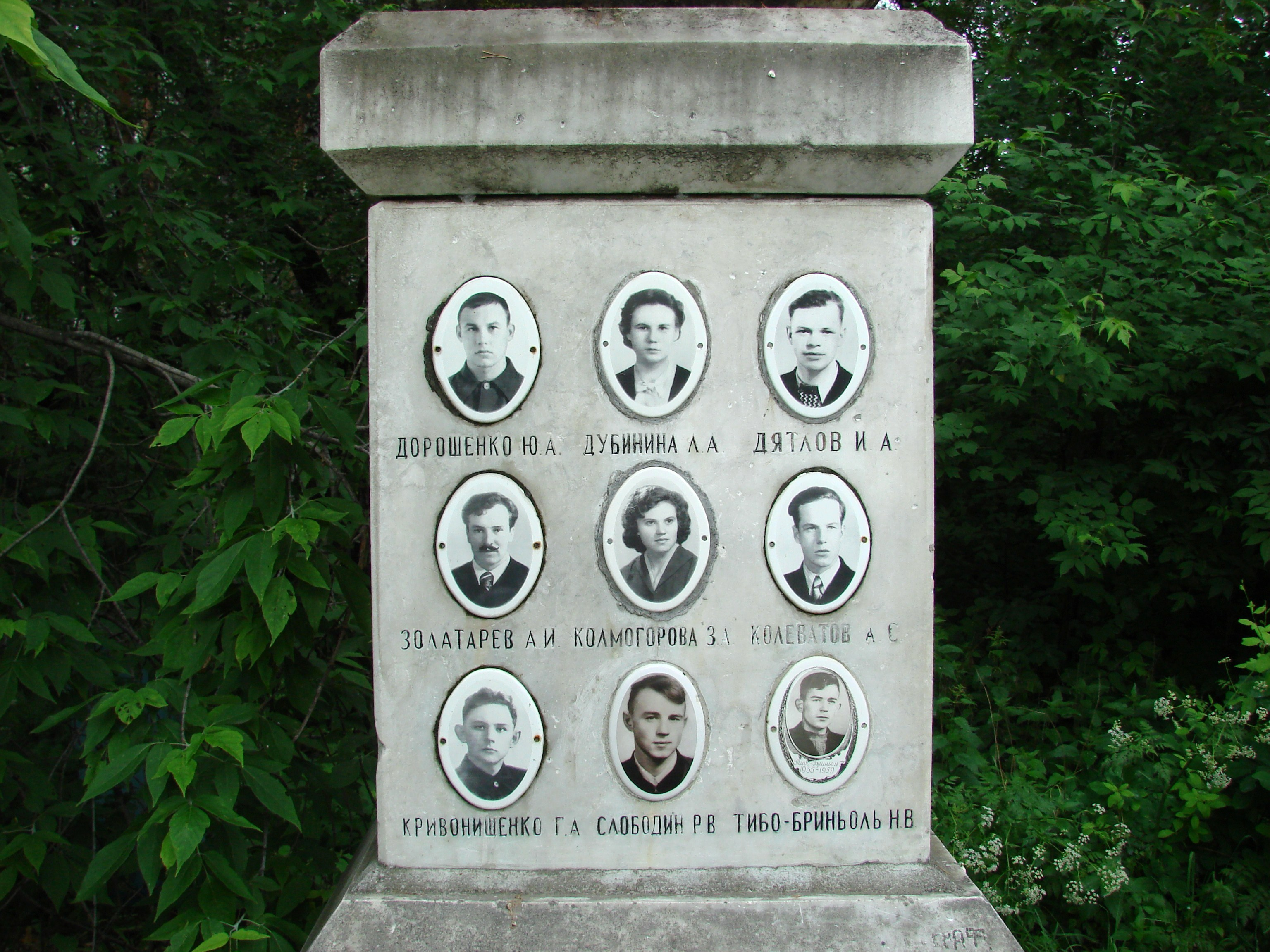
Náhrobek členů Ďatlovovy výpravy na Michajlovském hřbitově v Jekatěrinburgu

V roce 2015 zahájil Vyšetřovací výbor Ruské federace prověrku závěrů vyšetřování z roku 1959. Z ní vyplynulo, že původní vyšetřovatelé nedostatečně zvážili vliv špatného počasí, které zřejmě zavinilo tuto tragédii. Podle nových zjištění dosahovala síla větru osudné noci rychlosti orkánu, zuřila sněhová bouře a teploty se navíc pohybovaly okolo −40 °C. Vyšetřovatelé se přiklonili k názoru, že výpravu ze stanu vyhnala opravdu lavina, ačkoliv se nejednalo o lavinu klasickou, která je v místě tábořiště kvůli malému sklonu a absenci sněhových převějí téměř vyloučena. Podle nich výprava při hloubení úkrytu před větrem narušila pevnou sněhovou desku, která se v průběhu noci uvolnila a sesunula na stan, který částečně povalila a zablokovala jeho vstup. Skupině tak nezbylo nic jiného, než se prořezat ven a pokusit se dosáhnout úkrytu v lese. Nečekanost této situace způsobila, že si někteří nevzali ze stanu teplé oblečení. Krivoniščenko a Dorošenko byli oblečeni nejhůře, proto se dostali pouze k borovici, kde skupina rozdělala oheň, ale dvojici se zahřát nepodařilo. Zbytek výpravy se rozdělil na dvě skupiny, kdy se trojice Ďatlov, Slobodin, Kolmogorovová neúspěšně pokusila vrátit do stanu pro spacáky, zatímco zbytek výpravy hledal místo pro provizorní úkryt. Asi 70 metrů od borovice se pod nimi propadla sněhová vrstva narušená potokem a tři z nich při pádu utrpěli smrtelná zranění. Zlomeniny žeber bez přítomnosti podlitin mohly vzniknout později tlakem několikametrové vrstvy těžkého sněhu na již mrtvá těla.
V roce 2019 oznámili Alexandr Kurennoj (mluvčí ruské generální prokuratury) a Andrej Kurjakov (vedoucí úřadu prokurátora pro Sverdlovskou oblast), že vyšetřování případu bylo opět obnoveno. Kurjakov v této souvislosti zmínil spolupráci s příbuznými a přáteli mrtvých studentů a využití moderních forenzních technologií. Dále uvedl, že ví o existenci přibližně 75 teorií, z nichž může spolehlivě vyloučit ty, které pracují se zásahem tajných služeb či důsledkem násilného trestného činu. Podle jeho vyjádření má být obnovené vyšetřování zaměřeno na trojici teorií, které všechny vycházejí z působení přírodních sil. Dle výsledků experimentů došli vyšetřovatelé k závěru, že smrt skupiny způsobila lavina a podchlazení, když přeživší členové nebyli schopni najít za špatných viditelnostních podmínek stan.

## Teorie
K záhadnému úmrtí členů výpravy v Ďatlovově průsmyku se objevila celá řada teorií, od působení paranormálních jevů až po testy tajných zbraní. Každá z teorií byla však časem zpochybněna či vyvrácena.

### Útok Mansijů či Chantů
Pro: Na některých fotografiích výpravy byly nalezeny mansijské vzkazy napsané na kůře stromu. V deníku také skupina popisovala, že se část cesty pohybovali po loveckých stezkách domorodců a jednoho chantského lovce si dokonce fotografovali. Spekulovalo se o tom, že je hora pro domorodce posvátnou a narušení svého teritoria tvrdě trestají. Mezi Chanty se dlouho tradovala legenda o skupině turistů, kteří v 50. letech znesvětili posvátnou jeskyni a byli za to omámeni kouřem z durmanu, který jim šaman dutým stéblem nafoukal do stanu a způsobil tím jejich nekontrolované rozprchnutí po okolí a následné umrznutí.
Proti: Mansijové byli vždy známí svou pohostinností vůči dobrodruhům, které ubytovávali ve svých domech. Sami se také aktivně podíleli na záchranné akci. Hory Otorten a Cholat Sjachyl nepatřily mezi jejich významná místa. Otorten znamená v jejich jazyce „hora, kam nechoď“ ve smyslu nevyplatí se tam chodit a Cholat Sjachyl „mrtvá hora“ ve smyslu hora, kde nic nežije ani neroste. Zranění tří obětí nemohla být způsobena člověkem. Historka o domorodém šamanovi, který otrávil skupinu turistů durmanem, se zřejmě nezakládá na pravdě. Sami Chantové o znesvěcení žádné jeskyně nic nevědí.

### Lavina
Pro: Hluk laviny mohl donutit skupinu bezmyšlenkovitě vyskočit ze stanu a utíkat směrem z kopce. Protože teplota byla hluboko pod bodem mrazu, mohlo u některých dojít k bezvědomí z podchlazení už po 15 minutách. Na snímcích z nálezu stanu je jasně patrná sněhová pokrývka na jeho boku. Podle několika studií a oficiálního vyšetřování je lavina pravděpodobnou příčinou neštěstí.
Proti: Sklon svahu nad stanem činil pouze 16 stupňů a svah měřil jen 300 metrů. I kdyby velký příval sněhu a silný vítr lavinu uvolnil, byla by natolik slabá a pomalá, že by skupinu zkušených horalů pravděpodobně nedonutila ke zběsilému úniku. Stan byl navíc nalezen až na zářezy nepoškozený, okolí nezaváté.

### Počasí
Pro: Na hoře Cholat Sjachyl vál velmi silný vítr, který mohl někoho z výpravy strhnout například při vykonávání potřeby. Ostatní mohli být strženi ve snaze pomoci mu a nedokázali se vrátit k neosvětlenému stanu. Kolevatov byl na rozdíl od ostatních obutý a to včetně návleků do hlubokého sněhu, takže se zřejmě krátce před událostí venku pohyboval. Jelikož skupina nestihla postavit kamna, mohl silný mráz vyvolat u některého člena skupiny panický záchvat, při kterém se prořízl ven a utekl, načež se při hledání ostatní příliš vzdálili od stanu. Ďatlov v deníku poznamenává, že mu vítr, který na konci výpravy panoval, připomíná startující letadlo.
Proti: Je nepravděpodobné, že by se celá skupina vydala někoho hledat potmě a naboso. Působení větru nevysvětluje vážná zranění.

### Horská bríza
Pro: Horská bríza (či katabatický vítr) je poměrně vzácný meteorologický úkaz, kdy vzduch vlivem rozdílných teplot mezi vrcholem a úpatím hory „stéká“ po jejím úbočí a kopíruje terén. V roce 1978 zřejmě způsobil katabatický vítr úmrtí 8 turistů ve Švédském Anarisfjällenu (viz Podobné případy). Podle teorie z roku 2019 katabatický vítr strhl stan a kvůli jeho extrémní síle ho nebylo možné znovu postavit ani jednoduše opustit. Skupina se prořezala ven, stan označila rozsvícenou baterkou a odešla hledat úkryt v lese. Zde 6 jejích členů umrzlo a 3 zemřeli při stavbě sněhového úkrytu, který se na ně zřítil.
Proti: V minulosti byla skutečně zaznamenána bríza o rychlosti až 300 km/h, tedy o síle hurikánu 5. stupně. Těchto rychlostí však dosahuje pouze v arktických oblastech, kde tento jev umožňuje přítomnost velkých vodních ploch a rozsáhlých zaledněných rovin. Na horských úbočích se rychlost brízy pohybuje většinou okolo pouhých 30 km/h, což ke stržení stanu zdaleka nestačí.

### Útok skupiny lidí
Pro: Několik desítek kilometrů od místa neštěstí se nacházel gulag, ze kterého mohla uprchnout skupina vězňů. Probíhat zde mohlo i tajné vojenské cvičení. Judin při katalogizaci věcí ze stanu označil dioptrické brýle a vojenský vak na boty, které nepatřily nikomu z výpravy. Ze stanu zmizela také tabulka čokolády.
Proti: Zranění nebyla způsobena člověkem. Ve stanu nechybělo jídlo, peníze ani oblečení, které by se útočníkům v nehostinném prostředí hodilo. Cizí předměty nalezené ve stanu mohly patřit lidem ze záchranné skupiny. Ti také mohli sníst chybějící čokoládu. Jeden z nich například přiznal, že po nálezu stanu vypili lékařský alkohol, který tam našli. Odtajněné dokumenty neobsahovaly žádné informace o útěku z gulagu či vojenském cvičení.

### Útok zvířete
Pro: Někteří badatelé popsali několik zářezů ve stanu jako vytvořené pro pozorování něčeho, co se pohybovalo v jeho okolí. Také stopy na borovici mohly vypovídat o tom, že se výprava snažila zjistit, zda se nebezpečné zvíře stále pohybuje okolo stanu. Oblast je známá výskytem velkého množství vlků a medvědů. Útok mohl způsobit také los či rosomák. Jedna z mansijských kreseb, kterou skupina vyfotila, popisuje ulovení medvěda v oblasti okolo hory.
Proti: Na tělech nebyly nalezeny žádné stopy po zubech či drápech. V okolí stanu nebyly stopy zvířat ve sněhu.

### Působení tajných služeb
Pro: Zolotarjov se připojil k výpravě na poslední chvíli. Byl výrazně starší než ostatní a v minulosti absolvoval vojenský výcvik. Ke skupině mohl být nasazen úmyslně. Kolevatov a Krivoniščenko pracovali ve státních institucích, které využívaly režim utajení. Krivoniščenko se dokonce díky své profesi účastnil utajované likvidace kyštymské katastrofy. Teorie hovoří o tom, že se někteří členové mohli pokusit předat radioaktivní materiál nepřátelským agentům, například pomocí amerického špionážního balónu. Jeden takový byl skutečně nad Sovětským svazem sestřelen v roce 1957. Balón se mohl ve špatném počasí zřítit na stan a donutit skupinu k útěku. Plán skupiny mohl být také vyzrazen a účastníci zabiti Sověty. Ti mohli veškeré důkazy o špionážní činnosti ještě před nálezem stanu odvézt a těla přemístit tak, aby vše vypadalo jako nehoda. Existují svědectví o tom, že sovětské autority věděly o zániku výpravy ještě před jejím objevením. Pilot pátracího letadla vypověděl, že stan viděl den před jeho oficiálním nalezením a všiml si těla s dlouhým copem, ležícího přímo vedle něho. Těla Slobodina, Dorošenka a Kolmogorovové měla posmrtné skvrny na místech, kterýma se nedotýkala země, což by odpovídalo jejich přemístění.
Proti: Žádný důkaz o špionážní činnosti nebyl nikdy nalezen. Zolotarjov, Krivoniščenko i Kolevatov měli bezpečnostní prověrky a pracovali pro režim. Ke kontaktům s agenty docházelo v pohraničních oblastech, ne ve vnitrozemí. Okolo těl nebyly nalezeny cizí stopy. Svědectví o mrtvé dívce ve sněhu den před nálezem stanu sdělil pilot letadla ve velmi pokročilém věku a jeho tvrzení nebylo nikým potvrzeno. Omrzliny mají tendenci měnit svou barvu v závislosti na okolní teplotě (např. po převozu těla na pitevnu) a mohou tedy za jistých podmínek vypadat stejně, jako posmrtné skvrny.

### Konflikt mezi členy výpravy
Pro: Georgij Krivoniščenko byl podle všeho poměrně problémovým členem výpravy. Ještě během jejich pobytu ve výchozím městě byl zadržen policií kvůli hlasitému pozpěvování a žebrání na veřejnosti. Byl sice bez trestu propuštěn, výpravu však tato příhoda poznamenala. K největšímu konfliktu došlo podle deníku ve chvíli, kdy byl Krivoniščenko ostatními požádán, aby spal u vchodu do stanu. To vyvolalo nepříjemnou hádku. Z posledních dnů neexistují záznamy v deníku, proto není jasné, zda se konflikt podařilo vyřešit. Krivoniščenko se mohl později v návalu zlosti zmocnit nože, poškodit stan a donutit ostatní k útěku do lesa. Minimálně dva mrtví měli ruce zaťaté v pěst jako při souboji, Měli také oděrky na kloubech rukou a modřiny v obličeji. Poměrně konfliktní byla i Dubininová, která měla často „příliš prořízlou pusu“. Příčinou napětí mohl být i zájem několika členů o Kolmogorovovou. Dorošenko s ní v minulosti chodil a byl dokonce představen jejím rodičům. Její fotografie se však našla u Ďatlova, se kterým trávila před výpravou hodně času. Obě dívky si také v deníku stěžovaly na chování ostatních. Dubininová se odmítala účastnit oprav stanu, Kolmogorovová zmínila změnu Ďatlovova chování.
Proti: Ďatlov považoval Krivoniščenka za dobrého a nesmírně inteligentního společníka. Kdyby byl pravidelně konfliktní, členem výpravy by se zřejmě nestal. Zranění obětí neodpovídala fyzickému napadení. Krivoniščenkovo tělo leželo vedle Dorošenkova. Oba měli popálené ruce a nohy, takže společně seděli u ohně a zoufale se snažili zahřát. Nic nenapovídalo tomu, že by se Dorošenko Krivoniščenkovi vyhýbal. Z ostatních zápisů v deníku není zřejmé, že by došlo k vážnějším potyčkám.

### Intoxikace
Pro: Místní etnika Mansijci a Chantové používají při šamanských rituálech sušenou muchomůrku červenou či zvířecí moč s jejím obsahem (v moči nejsou jedovaté látky způsobující nevolnost). Mezi její účinky patří halucinace a výrazné změny chování od extrémní euforie až po agresivitu či nezvladatelnou paniku. Ztráta sebeovládání mohla u skupiny vést k iracionálnímu chování. Podle fotografií se skupina prokazatelně setkala s Chantskými lovci. Součástí výbavy turistů byly i další látky schopné ovlivnit úsudek (alkohol, kodein). Ďatlov měl v době své smrti v kapse dvě balení kodeinových tablet. Mohlo též dojít k otravě ergotaminem, který se občas nacházel v pečivu vyrobeném z obilnin infikovaných námelem. Ta se mohla projevit halucinacemi a chaotickým chováním.
Proti: Neexistují žádné důkazy o tom, že by skupina muchomůrku používala. Je velice nepravděpodobné, že by ji vůbec od Chantů, pro které byla posvátná, dostali. Alkohol a kodein sloužily výhradně lékařským účelům. Pitva, kromě běžných léků, žádné další látky v krvi a orgánech obětí neodhalila.

### Vojenský test
Pro: Na třech kusech oblečení byly změřeny vyšší hodnoty beta záření. Zdroj tohoto záření bylo možné omýt pod tekoucí vodou, což vypovídalo o tom, že se na oděvy dostal nejspíše z externího zdroje (tj. samotné oděvy nic nevyzařovaly). Někteří svědci po letech vyprávěli, že se na místě nacházelo větší množství kovových součástek, které vypadaly jako zbytky rakety. Judin se údajně dostal k materiálům, podle kterých o poloze Ďatlovovy výpravy armáda věděla již dva týdny před jejím oficiálním nálezem. Zolotarjov byl válečným veteránem a spolupracoval na vojenském výzkumu. Vzhledem k jeho věku a skutečnosti, že se s ostatními před výpravou neznal, mohl být někým nastrčen.
Proti: Sovětská armáda skutečně přiznala, že nad touto oblastí testuje balistické střely R-7. K testům však docházelo až 17. února, tedy více než dva týdny po této události. Kromě státně-bezpečnostních opatření typických pro padesátá léta se armáda nepokoušela utajit závěry vyšetřování, a to ani po předepsané promlčecí lhůtě (25 let), kdy mohly být dokumenty skartovány. Na místě ani na tělech nebyly nalezeny žádné známky výbuchu. Radiace byla zjištěna pouze na oděvech Kolevatova a Krivoniščenka (ačkoliv v jeho svetru zemřela Dubininová). Oba s radioaktivními materiály pracovali v zaměstnání, a tak mohlo dojít ke kontaminaci.

### Chemická či biologická zbraň
Pro: Charakter některých zranění napovídal působení tlaku bez vnějšího poškození tkáně. Některá těla obětí měla podle svědků při pohřbu žlutou až nahnědlou barvu kůže a zbělené vlasy. Armádní piloti odmítali těla transportovat vrtulníkem, dokud nebudou uložena do zinkových rakví zabraňujících nákaze. Dubininová si údajně ukousla jazyk v křeči, což je při chemickém útoku možné.
Proti: Ani v odtajněných archivech se nenašly informace o použití podobné zbraně v této oblasti. Změny barvy kůže lze připsat slunci, které na těla svítilo i po smrti a bylo ještě zesíleno okolním sněhem. Zdroj výpovědí příbuzných či jiných laiků o neobvyklém stavu těl při pohřbu je nejasný. Otec Dubininové byl jediný, komu bylo tělo dcery na okamžik ukázáno ve chvíli, kdy se dožadoval jejího pohřbu v otevřené rakvi. Její jazyk byl odstraněn u kořene, nemohla si ho tedy ukousnout. Informace o bílých vlasech je zřejmě pověrou. Na fotografiích obětí je barva jejich vlasů standardní.

### Problém s kamny
Pro: Přenosná kamna, která skupina používala k vytápění stanu a ohřevu jídla, byla sestrojena samotným Ďatlovem. Podle knihy Clarka Wilkinse A Compelling Unknown Force – The Dyatlov Pass Incident aka Six Hours to Live se členové skupiny nebránili ničemu, co bylo venku, ale naopak došlo k nějakému problému přímo ve stanu, který je donutil utéct. Mohlo jít právě o silně dýmající kamna, která mohla navíc způsobit turistům otravu kouřem, která vedla k chaotickému chování. Ve stanu se našly zbytky opečeného jídla, ačkoliv byla kamna s komínem rozložená. Výprava používala k topení dřevo, jelikož tekuté palivo bylo téměř nedostupné. Uhlíky tak mohly v noci samovolně vzplanout a kouř nemohl bez komína ze stanu odcházet.
Proti: Kouř z kamen mohl skutečně vypudit členy výpravy ven ze stanu bez oblečení, je však nepravděpodobné, že by se místo odstranění jednoduchého problému uhašením kamen vydali na kilometr dlouhou cestu k lesu.

### UFO
Pro: Georgij Atmaňak, člen konkurenční skupiny cestovatelů, která se nacházela asi 50 km od Ďatlovovy skupiny, ohlásil, že 1. února v noci pozorovali dva světelné kotouče o velikosti měsíce s jasným bodem uprostřed. Jeden člen skupiny dokonce v panice vyběhl ze stanu bez bot, protože se domníval, že objekty padají jejich směrem. Stejná pozorování ohlásilo i několik dalších svědků, mimo jiné i z meteorologické stanice. Poslední fotografie pořízená skupinou zobrazovala nejasnou světelnou skvrnu. Teorii o UFO se v 90. letech přikláněl i vrchní vyšetřovatel případu Ivanov.
Proti: Datum pozorování UFO upřesnil jiný člen Atmaňakovy výpravy na 17. únor, tedy den testů raket R-7. Popis ostatních svědků naznačoval, že objekty zanechávaly na obloze jasnou stopu a letěly ve směru od Bajkonuru. K stejnému pozorování došlo ještě 31. března. Vše tedy nasvědčuje tomu, že se jednalo o průlet raket, který s událostí nijak nesouvisel, protože se odehrál mnohem později. Co zobrazuje poslední fotografie označovaná jako č. 33, se nikdy nepodařilo objasnit, nicméně může jít i o pouhou chybu expozice.

### Politicky motivovaný útok
Pro: Po smrti studentů se na jejich škole objevila informace, že se pokoušeli o útěk na Západ, byli dopadeni a zavražděni. Část z nich měla být vyhnána ze stanu bez oblečení a umrzla, zbytek byl zavražděn a shozen do jámy. Jeden z pilotů dosvědčil, že stan byl nalezen dříve, než k němu dorazila pozemní pátrací skupina. Piloti však byli instruováni, aby nález zatajili a museli se písemně zavázat k mlčenlivosti. Jedna z teorií také mluvila o tom, že se turisté stali svědky nějaké ilegální aktivity páchané vysoce postavenými členy strany či armády. Členové výpravy mohli být zavražděni na jiném místě a přeneseni na Cholat Sjachyl. Podle pitevního protokolu měla těla Slobodina, Dorošenka a Kolmogorovové posmrtné skvrny umístěny na opačné straně, než kde se dotýkala země. To by odpovídalo přesunu těl nějaký čas po smrti. K přemisťování mohlo docházet dokonce během pátracích akcí, jelikož byla některá z těl nalezena s velkým časovým odstupem.
Proti: Teorii o útěku na Západ odmítl Judin s tím, že všichni členové skupiny byli oddanými komunisty a o něčem podobném nepadlo ani slovo. Zranění tří členů skupiny neodpovídala útoku jiného člověka. Např. při shození z vrtulníku by došlo k větší devastaci těl. Závěry týkající se umístění posmrtných skvrn jsou kontroverzní. Posmrtné skvrny na nezvyklých místech mohly být ve skutečnosti omrzliny.

### Likvidace jedenáctého člena výpravy
Pro: Při vyšetřování bylo objeveno 11 párů lyží, ačkoliv účastníků výpravy bylo oficiálně pouze 10. Na jedné z fotografií pózuje v lese Slobodin v propálené bundě, která mu nepatřila. Na ostatních záběrech tuto bundu nikdo ze známých účastníků výpravy nenosí, proto mohla patřit někomu, kdo na fotografiích není. Nadace Ďatlovovy výpravy obdržela od vdovy po Lvu Ivanovovi fotografii mrtvého těla ležícího na sněhu, kterou našla v jeho soukromém archivu. Tato fotografie byla nadací publikována, ovšem tělo z ní bylo původně vyškrabáno. Později se objevila její necenzurovaná verze. Podle vzhledu a oblečení to není nikdo ze známých členů výpravy. Spekuluje se o tom, že jedenáctým členem mohl být člověk, na jehož likvidaci měli zájem členové tajných služeb, kteří výpravu sledovali (viz snímek č. 17 z fotoaparátu Thibeaux-Brignollese zobrazující postavu vyhlížející z lesa). V noci na výpravu zaútočili a tohoto jejího člena zavraždili. Ostatní se dali na útěk, ale postupně byli zabiti nebo umrzli. Tajné služby potom existenci jedenáctého člena výpravy důkladně utajily.
Proti: O existenci 11. člena výpravy by věděl jak Judin, tak také členové turistického klubu či lidé, které výprava po cestě potkala. Jedenáctý pár lyží brala výprava záměrně a byly uvedeny jako náhradní i v seznamu výbavy, který zůstal v turistickém klubu. Tyto lyže se také nenašly u stanu jako ostatní, ale v lese, kde si je zřejmě plánovali vyzvednout při návratu. Nikdo je tedy při výstupu na Cholat Sjachyl nepoužil. Podle Zinajdina deníku patřila propálená bunda „Jurkovi“, což mohl být Krivoniščenko nebo Dorošenko. Fotografie z Ivanovova archívu zřejmě pocházela z vyšetřování vraždy studenta Ožegova, ke které došlo v květnu 1959 a nijak nesouvisela s touto událostí.

### Sněžný muž
Pro: Mezi dokumenty výpravy se našla zmínka o tom, že se v okolí Otortenu pohybuje tzv. Sněžný muž. Podle speciálu televizní stanice Discovery existuje pro toto tvrzení celá řada důkazů, např. jedna z nalezených fotografií výpravy obsahuje záhadnou postavu vystupující z lesa, v okolí stanu byla nalezena velká stopa, Mansijové se do míst obávají chodit, v sovětských archivech se mají nacházet dokumenty o operacích s cílem nalézt Sněžného muže v této oblasti, atp. Některým obětem chyběl nos, jazyk, či oči, což mohlo naznačovat brutální útok silného tvora vedený na obličej.
Proti: Zápis byl součástí jakéhosi recesistického časopisu, který si skupina pro pobavení při výpravě vytvořila a obsahoval mnoho dalších témat. Úryvek původně hovořil o semináři na téma výskytu Sněžných lidí v okolí Otortenu, čímž členové výpravy mohli myslet i sami sebe. K absenci nosu, očí a jazyka zřejmě došlo vlivem povětrnostních podmínek (těla bez očí ležela hlavou v potoku) či zvířat. Autenticita nalezené stopy je přinejmenším diskutabilní.

### Infrazvuk
Pro: Podle nové teorie (2013) způsoboval tvar hory ve spojení se silným větrem tzv. Kármánovy víry (podle americko-maďarského fyzika Theodore von Kármána). Kármánovy víry mají za následek vznik kombinace vzdušných „minitornád“, nepříjemného zvuku, vibrací země a infrazvuku. Infrazvuk se projevuje na lidské psychice spektrem účinků od mírného nepohodlí až po nevolnost a dezorientaci. Tato teorie tedy předpokládá, že byla skupina dezorientována vlivem infrazvuku a silného hluku způsobeného větrem, proto v panice opustili stan a vydali se hledat úkryt v lese, kde podlehli mrazu a zraněním po pádu do průrvy.
Proti: Ačkoliv nebyl vliv infrazvuku na lidskou psychiku nikdy důkladněji probádán, neexistují žádná svědectví o tak silném efektu, který by způsobil iracionální chování devíti zdravých jedinců současně. Při pokusu s infrazvukem v roce 2003 popsalo různé efekty pouze 22 % pokusných subjektů. Většinou se jednalo o pouhé změny nálad.

### Kombinace více příčin
Pro: Skupinu ze stanu vypudil silný vítr či sesuv sněhu. Při ústupu do lesa vyrušili velké zvíře, které některé z nich u potoka napadlo a další při útěku před ním umrzli.
Proti: Chybějící stopy a důkazy stejně jako v případě jednotlivých teorií.

## Podobné případy
V minulosti došlo již několikrát k hromadným úmrtím turistických či jiných výprav, které však, ve většině případů, bylo možno vysvětlit působením přírodních živlů či lidskou chybou. K objasnění těchto případů často pomohla výpověď přeživších svědků. Mezi nejznámější podobné incidenty patří:

#### Zahraničí
Barnaul, Sovětský svaz (27. ledna 1946): Na únor 1946 připadaly volby do Nejvyššího sovětu a při této příležitosti se v zemi konala celá řada propagandistických akcí. Na konci ledna se ve městě Barnaul zapojili členové místního Komsomolu. 12 běžců na lyžích ve věku okolo 20 let se mělo ve společnosti doprovodného vozidla vydat na cestu po zasněžené silnici směrem do 18 km vzdálené vesnice Novomichailovka. Nejednalo se o profesionální sportovce, ale zaměstnance textilního závodu, kteří zde měli agitovat. Po krátké zastávce ve vesnici Kueta se vydali do otevřené krajiny, kde je překvapil silný vítr, mráz a hustý sníh. Výprava opustila silnici a ustoupila k okraji nedalekého lesa, kde sice nefoukalo, ale bořili se do měkkého sněhu a rychle ztratili orientaci. Skupina se postupně rozdělila. Jeden z vůdců se dostal na nedaleké letiště, odkud zavolal do továrny pro pomoc. Byl vyslán traktor a dvojice automobilů. Traktor se cestou porouchal a s automobily bylo možné hledat pouze na silnici, kde se podařilo najít jednu živou osobu. Zbylých 10 účastníků akce umrzlo. Celá tragédie byla stranou utajena, aby vzpomínkové akce v Barnaulu nezastínily nadcházející volby.
Bodomské jezero, Finsko (5. června 1960): 4. června se čtveřice mladých lidí utábořila ve stanu na břehu jezera Bodom. Druhý den nad ránem je zde neznámý útočník napadl neidentifikovaným tupým předmětem. Poté stan prořízl a pokračoval v útoku nožem. Přežil pouze Nils Gustafsson (18). Utrpěl bodná zranění, otřes mozku a četné zlomeniny v obličeji. Útočníka popsal jako černě oděného muže s rudýma očima. Náhodní svědci pak viděli od zborceného stanu odcházet muže s blond vlasy. Vytipováno bylo několik podezřelých, nikdo však nebyl obviněn. Asi 500 metrů od místa činu byly nalezeny ve skrýši Gustafssonovy boty. V roce 2004 analýza DNA prokázala, že je na nich krev všech třech mrtvých, jeho však ne. Gustafsson byl obviněn z trojnásobné vraždy, avšak pro nedostatek důkazů byl zproštěn a získal odškodné. Případ se nikdy nepodařilo objasnit.
Cairngorms, Skotsko (1971): Skupina tvořená šesticí studentů a dvěma mladými průvodci se vydala na náhorní planinu Cairngorms Plateau, kde je překvapilo prudké zhoršení počasí. Příval sněhu, doprovázený silným větrem, jim znemožnil ústup do nouzového přístřešku, proto se hlavní průvodkyně rozhodla pro bivak v otevřeném prostoru. Brzo si uvědomila, že takto dlouho nevydrží, a vydala se pro pomoc. Cestou utrpěla těžké omrzliny, dokázala však navést záchranáře na místo bivaku, kde pod vrstvou sněhu objevili živého studenta. Dalších 6 lidí umrzlo.
Čivruaj, Sovětský svaz (1973): Skupina 10 studentů leteckého institutu v Kujbyševu (dnes Samara) podnikla zimní výpravu do oblasti tundry Lovozero. Z nikdy neobjasněných důvodů se 25. ledna ve večerních hodinách rozhodli zrušit své tábořiště v lese a navzdory zhoršujícímu se počasí přejít přes otevřenou planinu Čivruaj k řece Kitkuaj. Narazili však na hluboký sráz, proto se rozhodli rozdělit na dvě skupiny. Jedna zůstala se stanem na planině, druhá se vydala hledat cestu dolů. Počasí se však dále zhoršovalo, první skupina nedokázala v sněhové bouři postavit stan a tak si na něj alespoň lehli. Ačkoliv měli v batozích teplé oblečení, nevyužili ho a všichni postupně umrzli. Zbylou pětici, která se mezitím dále rozdělila, zastavila hluboká závěj a i oni zemřeli.
Anarisfjällen, Švédsko (1978): Šestičlenná skupina skialpinistů se pokusila o výstup na snadno dostupný kopec, byli však překvapeni prudkým větrem a náhlým poklesem teploty na −50 °C. Díky lopatkám, které měli s sebou, se jim podařilo vykopat vedle cesty nouzový záhrab, ve kterém se ukryli. Zde se k nim připojila trojice lyžařů, které také překvapila nepřízeň počasí. Záhrab však nedokázal pojmout tolik osob, neustále se bortil a propukla panika, kvůli které se zřejmě nikomu nepodařilo otevřít batohy s věcmi, které jim mohly pomoci přežít. Z 9 lidí ukrytých v záhrabu přežil pouze jeden.
Plumas, Kalifornie, USA (1978): Pětice přátel z kalifornského města Yuba City se 24. února vydala do města Chico na zápas univerzitního basketbalu. Cestou zpátky z neznámých důvodů odbočili do kopcovité oblasti národního parku Plumas. Zde dojeli až do zasněžené oblasti, kde automobil opustili, přestože byl pojízdný. Kosterní pozůstatky tří těl byly nalezeny během oblevy asi 18 km od automobilu. Příčinou smrti bylo podchlazení. Čtvrté tělo nalezli náhodní turisté v obytném přívěsu, který zřídili zaměstnanci národního parku. Tento muž přežil několik týdnů díky konzervám, které se na místě nacházely. Z neznámých důvodů je však v určitém bodě přestal konzumovat a za celou dobu se ani nepokusil rozdělat oheň, ačkoliv měl k dispozici zápalky, papír a plynové topení. Příčinou jeho úmrtí byla kombinace podchlazení a vysílení hladem. Poslední tělo nebylo nikdy nalezeno. Ke zdánlivě iracionálnímu chování pětice mužů mohly přispět různě závažné psychické poruchy, kterými všichni trpěli. Případ nebyl nikdy vyřešen.
Hora Asahidake, Hokkaidó, Japonsko (1984–1989): V červenci 1989 uvízla dvojice turistů z Tokia na úbočí hory Asahidake. Během pátrací akce zahlédli záchranáři obrovský nápis SOS vytvořený z kmenů bříz na odlesněném místě mimo turistické trasy. Dvojice byla nalezena asi o 2 km dále, o nápisu však nic nevěděli. Záchranáři se proto na místo vrátili v přesvědčení, že se tam nachází ještě někdo další. Objevili lidské kosti a v jámě asi 30 m od nápisu batoh s osobními věcmi a řidičským průkazem Kenji Iwamury, turisty nezvěstného od roku 1984. Dále se v něm nacházel walkman vybavený funkcí nahrávání a několik kazet s hudbou. Část jedné kazety byla přetočena záznamem muže prosícího o pomoc. Na nahrávce popisoval útes a rostliny, které se nikde v okolí nenacházely. Zmínil i přelet vrtulníku, po Iwamurovi však žádný vrtulník nepátral. Kosterní pozůstatky byly původně určeny jako ženské. Po opakované analýze vyšetřovatelé došli k závěru, že se jedná o Iwamuru. Případ byl uzavřen, ale vzbudil mnohé pochybnosti. Nápis byl vytvořen z 19 kmenů o délce 5 m, které byly opracovány sekerou a na místo přeneseny ze vzdálenosti 100 metrů. Žádná sekera se však nenašla a mrtvý měl navíc zlomenou nohu a rameno, což by přenášení takových klád v podstatě znemožnilo. Iwamurovy rodiče sice poznali osobní věci z batohu, ale hlas z kazety podle nich nepatřil jejich synovi. Předpokládá se, že se na místě nacházelo více lidí buď současně, nebo s odstupem. Nikoho dalšího se však nepodařilo identifikovat.
Červené vrchy, Vysoké Tatry, Polsko (15. února 1990): Pětice turistů z Poznaně (20 – 30 let) podnikla výstup z obce Kiry na vrchol Ciemniak (2096 m). Z neznámých důvodů se rozdělili a každý pokračoval jiným směrem až do úplného vyčerpání a smrti. Jeden z turistů zemřel pouhých 400 - 500 metrů od horské útulny Kondratowa. Tělo dalšího se nikdy nenašlo. Je možné, že se propadl do dutiny, které se v těchto místech hojně vyskytují. Jeden z mrtvých turistů měl v batohu fotoaparát se snímky průběhu jejich výstupu. Chyběly však jakékoliv záběry ze sestupu. Z této skutečnosti lze usuzovat, že si skupina neuvědomila, jak krátký je den v polovině února a Ciemniaku dosáhli až těsně před západem slunce. Kvůli nedostatku světla přestali fotit a později ve tmě nedokázali najít zpáteční cestu. Propukla panika v jejímž důsledku se rozdělili a postupně zemřeli.
Chamar-Daban, Rusko (5. srpna 1993): 7 členů kazašského turistického klubu Azimut (41letá vedoucí a šest studentů ve věku 15–24 let) se vypravilo na horu Tritrans (2311 m). Po nepříliš úspěšném nočním táboření na hřebeni v podmínkách silných srážek deště se sněhem se skupina vydala na další pochod, ale okolo 11. hodiny dopoledne jeden z chlapců upadl, z úst mu šla pěna, z nosu a uší vytékala krev a brzy zemřel. Jediná přeživší, Valentina Utočenková, později vypověděla, že ostatní se vzápětí začali chovat zmateně. Jedna z dívek bila hlavou o kameny, další členové se rozutekli do okolí a vedoucí skupiny údajně utrpěla infarkt. Utočenková si vzala spací pytel, sestoupila asi 4 km níže do lesa a přečkala tam noc. Druhý den ráno se vrátila k místu neštěstí, vzala mapu a nějaké jídlo a vydala se podél sloupů elektřiny k civilizaci. Teprve o 5 dní později byla zachráněna na břehu řeky Sněžné (Снежная). Těla byla vyzvednuta s měsíčním odstupem. Jako příčina úmrtí bylo uvedeno podchlazení a vysílení.
Omaha, Nebraska, USA (4. ledna 2005): Michael Wamsley (20) a jeho přítelkyně Janelle Hornickel (20) v brzkých ranních hodinách opakovaně kontaktovali tísňovou linku 911 s žádostí o pomoc. Tvrdili, že měli nedaleko svého bytu v Omaze nehodu, při které se jejich automobil převrátil na střechu. Vydali se pro pomoc, ale brzy zabloudili. Informace, které poskytovali záchranným složkám, působily zmateně. Mimo jiné tvrdili, že se pohybují nedaleko lomu na štěrk, který se však v Omaze nenacházel, nebo že narazili na více než stovku cizinců v kápích, kteří rozebírali auta na součástky, které poté věšeli na stromy. Během noci se strhla sněhová bouře a teplota poklesla pod -10 °C. V roce 2005 ještě neexistovala žádná technologie umožňující rychlé určení polohy mobilního telefonu a pátrání v okolí jejich bydliště bylo neúspěšné. Ačkoliv celou dobu uváděli přesné lokace v Omaze, jejich těla byla nalezena přibližně 40 kilometrů za městem. Příčinou smrti bylo podchlazení. Jejich automobil byl v naprostém pořádku, měl dostatek paliva a nacházely se v něm zimní kabáty. Toxikologická analýza odhalila u obou stopy vysoce čistého metamfetaminu. Obě rodiny odmítli, že by dvojice brala drogy. Janelle byla aktivní sportovkyně. Michael užití drog popřel během telefonátu s pracovnicí tísňové linky. K intoxikaci mělo navíc dojít zhruba 3 dny před jejich smrtí, přičemž účinky metamfetaminu trvají většinou pouze 6 – 8 a ne více než 24 hodin.
Česko a Československo
Modré pleso ve Vysokých Tatrách, Československo (3. srpna 1925): Rodina soudce nejvyššího soudu K. Kasznicowa v doprovodu studenta R. Wasserbergera absolvovala cestu do Sedielka (2372 m). Při sestupu se dostali k Modrému plesu, kde náhle 3 členové skupiny zkolabovali a do několika minut zemřeli. Přežila pouze soudcova manželka, která byla objektivně nejméně zdatná a přesto žádné zdravotní potíže neměla. Náhlá úmrtí svých společníků nedokázala vysvětlit. Pitva u všech obětí prokázala otok plic, jehož příčinu se nepodařilo odhalit. Spekulovalo se o otravě či neobvyklém meteorologickém jevu. O události informoval i zahraniční tisk.
Babia hora, Československo / Polsko (14. – 15. února 1935): Čtyřčlenná skupina vedená Kazimierzem Fryśem se 13. února vydala na téměř 100 km dlouhou zimní výpravu na lyžích jejíž součástí byl i přechod Babie hory opředené pověstmi o působení temných sil. Druhého dne večer se při krátkém odklonu na Slovenskou stranu prudce zhoršilo počasí. Teplota klesla na -7 °C a začalo hustě sněžit. Skupina nepochopitelně odmítla doporučení správce chaty na Marekových šťavinách přečkat bouři uvnitř a pokračovali až na vrchol Babie hory, kde se jedné z členek výpravy rozbilo vázání. V tuto chvíli zřejmě pochopili, že nemohou pokračovat a musí se dostat co nejrychleji do bezpečí. Z neznámých důvodů se však záhy rozdělili. Władysław Olejczyk jako jediný pokračoval na lyžích. Projel přímo kolem funkční a osvětlené budovy Beskidenvereinu (německý turistický spolek) a asi o 100 metrů níže zemřel na infarkt. Fryśova sestra Janina a Helena Banachowská sestupovaly bez lyží, ale v hustém sněhu nedaleko stejné budovy zkolabovaly z vyčerpání a zemřely. Tělo Fryśe bylo objeveno v lesním porostu dvěma pašeráky až 14. května. Byl opřený o strom a v momentě smrti zřejmě něco hledal ve svém ruksaku. Jako připomínka tragédie byl na zelené turistické cestě v místech pod dnes již zaniklou budovou Beskidenvereinu umístěn kříž s pamětní deskou.
Hřensko, Československo (pravděpodobně 29. června 1987): Vysokoškolští studenti Lenka Vítová, Pavel Plšek a Petr Havel vyrazili na konci června na několikadenní túru po Českosaském Švýcarsku. Když se přestali ozývat svým rodinám, byla zahájena pátrací akce v okolí Hřenska, jelikož byli naposledy spatřeni u Pravčické brány. Lebky Petra a Pavla našli 26. září houbaři v rokli pod Fučíkovou (později Gabrielinou) stezkou nedaleko Mezní Louky. Jejich těla zakrytá větví, objevili horolezci 6. října asi 100 metrů nad místem nálezu lebek. Jedno z nich bylo svázané prádelní šňůrou. Při prohledávání okolí bylo o 60 metrů dále objeveno pískem částečně zahrabané tělo Lenky. Jejich osobní věci se našly poschovávané v okolí místa nálezu. Doklady a fotoaparát chyběly. Pitva neodhalila žádnou zjevnou příčinu smrti, jelikož na všech tělech již chyběly měkké tkáně. Vyšetřovatelé uvedli pouze některé možnosti a to otravu houbami či botulotoxinem (nebyla potvrzena toxikologií), zásah normálním či kulovým bleskem (byl vyloučen analýzou hodinek zavražděných i záznamy meteorologů), vraždu během vzájemné hádky, či sebevraždu. Vyšetřování bylo zastaveno, jelikož se nepodařilo zajistit žádné důkazy o spáchání trestného činu ve smyslu tehdy platných zákonů a byly vyčerpány všechny dostupné možnosti odhalení příčiny smrti trojice studentů. Případ byl v 90. letech prošetřován Úřadem dokumentace a vyšetřování zločinů komunismu (ÚVD), který prověřoval též varianty, že trojice byla zlikvidována pohraničníky, či agenty KGB provádějícími v prostoru výcvik zahraničních jednotek. Vyšetřování však bylo přerušeno, jelikož byl případ krajským státním zastupitelstvem ÚVD odebrán a předán vyšetřovatelům z ústeckého kraje, kteří tyto směry již dále neprověřovali. Případ nebyl nikdy uspokojivě objasněn.
Bocanovice, Česká republika (25. února 2018): Manželský pár (63, 67) umrzl přímo před svým domem po návratu z víkendové oslavy. Muž zemřel na schodech, žena pouhých několik metrů od něho. Nebyli pod vlivem alkoholu a to, proč se nedokázali dostat do svého domu ani si přivolat pomoc, se nepodařilo nikdy úplně vysvětlit. Podle jedné verze žena, která u sebe měla klíče od domu, cestou upadla a nebyla schopná se sama postavit. Muž trpící zdravotními problémy se dokázal dostat k zamčeným dveřím, kde na ní marně čekal. V teplotě dosahující -20 °C oba následně umrzli.

## Zajímavosti
V lednu 2016 se v ruských médiích objevila zpráva o dalším úmrtí v průsmyku. Jedná se o šestačtyřicetiletého muže, jehož mrtvé tělo bylo objeveno jinými turisty v jedné z dřevěných chatek, 70 km od průsmyku, v pátek 8. ledna téhož roku. Náčelník oblastní správy Ministerstva pro mimořádné situace následně přislíbil vypravit na místo neštěstí expedici, která měla zjistit příčinu smrti. Tato expedice na místo nálezu těla skutečně po třech dnech od prohlášení náčelníka oblastní správy dorazila a poměrně jednoznačně určila za příčinu skonu podchlazení bez cizího zavinění. Jednalo se o osobu, která se případem nevyřešeného úmrtí Ďatlovovy expedice zabývala.

## Odrazy v kultuře

### Filmy a seriály
- Záhada Hory mrtvých (2013).
- Ďatlovův průsmyk / Перевал Дятлова / Pereval Dyatlova (2020).[55]

### Počítačové hry
- Kholat (2015) – počítačová hra inspirovaná tragédií Ďatlovy výpravy.[56]